# Alexandre Safran

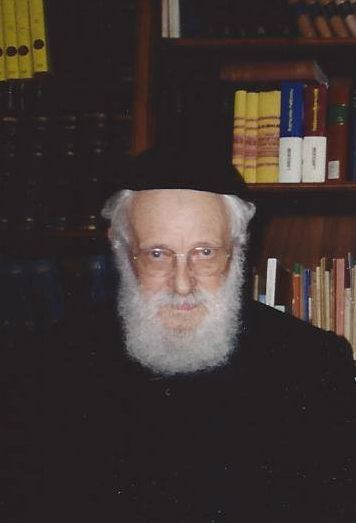
Alexandre Safran (1994)

Alexandre Safran (rumänisch Alexandru Șafran, geb. 12. September 1910 in Bacău, Rumänien; gest. 27. Juli 2006 in Genf, Schweiz) war ein Philosoph und Rabbiner. Von 1940 bis 1948 war er Großrabbiner von Rumänien, anschließend bis 1989 Großrabbiner (Grand-rabbin) von Genf.

## Leben
Alexandre Safran war der dritte Sohn von insgesamt zehn Kindern von Bezalel Seew Safran (1867–1929), dem Rabbiner der rumänischen Stadt Bacău. Mit elf Jahren wurde Alexandre Sekretär seines Vaters, und mit 18 Jahren Rabbiner. Anschließend lebte er bis 1934 in Wien, wo er an der dortigen Israelitisch-Theologischen Lehranstalt ein Talmudstudium absolvierte und gleichzeitig an der Universität Wien den Doktorgrad in Philosophie erwarb. In Wien machte er die Bekanntschaft von Sigmund Freud und befasste sich mit seiner Traumdeutung.
1940 wurde er als Nachfolger von Jacob Itzhak Niemirower (1872–1939) zum Großrabbiner von Rumänien gewählt, als damals weltweit jüngster Vertreter dieses Amtes, und wurde gleichzeitig von Amtes wegen Mitglied im rumänischen Senat. In Rumänien lebten bei Ausbruch des Zweiten Weltkrieges 800.000 Juden. Als sich im Sommer 1940 die faschistische und antisemitische Eiserne Garde erstmals an einer rumänischen Regierung beteiligte, wurden sofort judenfeindliche Verordnungen nach dem Vorbild der Nürnberger Gesetze erlassen. Gemeinsam mit Wilhelm Filderman, bis 1938 Vorsitzender der Union der rumänischen Juden, bemühte sich Safran nach Kräften, den judenfeindlichen Bestrebungen entgegenzuwirken. 1941 überzeugten Safran und die Union der rumänischen Juden, mit Hilfe einer Intervention von Nicodim Munteanu, dem Patriarchen der Rumänisch-Orthodoxen Kirche, den rumänischen Diktator Ion Antonescu, den Befehl zum Tragen des Judensterns zurückzunehmen. Als kurz darauf alle jüdischen Organisationen in Rumänien verboten wurden, gingen Safran und weitere führende Mitglieder der jüdischen Gemeinde in den Untergrund. 1942 konnte Safran mit Hilfe von Kontakten zu Diplomaten, der Königinmutter Elena und dem Apostolischen Nuntius Andrea Cassulo Antonescu überreden, den deutschen Forderungen nach vollständiger Deportation der rumänischen Juden nach Transnistrien zu widerstehen. 57 % der rumänischen Juden überlebten den Zweiten Weltkrieg.
Nach Kriegsende verweigerte Safran die Zusammenarbeit mit den kommunistischen Behörden und gelangte 1947 über Budapest, Prag und Paris nach Genf, wo er 1948 zum Großrabbiner ernannt wurde und bis zu seinem Lebensende blieb. Im Rahmen des christlich-jüdischen Dialogs nahm er 1947 an der Konferenz von Seelisberg teil und pflegte weiterhin zahlreiche Kontakte mit hohen kirchlichen Vertretern, darunter Kardinal Augustin Bea, Bischof Pierre Mamie und Karl Barth. Er lehrte jüdische Religionsphilosophie an der Universität Genf und war einer der jüdischen Teilnehmer am 2. Vatikanischen Konzil 1965. Er schrieb etwa 200 Bücher und Artikel zu jüdischen Themen, darunter über die Kabbala.
1997 wurde er als Ehrenmitglied in die Rumänische Akademie aufgenommen. 2001 wurde er mit dem Preis der jüdisch-christlichen Freundschaft Frankreich ausgezeichnet. Er starb 2006 in Genf und wurde in Bne Brak in Israel begraben.

## Werk
1990 legte Safran dem Jewish Ethical Colloquium der  Hillel Academy in Paris den „Entwurf einer jüdischen Religionsethik“ vor, der im Juni 1991 in Judaica Zürich erschien und in seinem Alterswerk „Jüdische Ethik“ (JE) abgedruckt ist. Darin bemängelt er, dass sich das Judentum dagegen wehrt, „...eine Ethik zu  begründen und moralische Werte zu erschaffen“, „... in Sorge um die Ehrlichkeit des Einzelnen und um Gerechtigkeit im gesellschaftlichen Leben“ willen (JE, S. 20/21). Was die Frage der Gerechtigkeit Gottes betrifft, so bezieht er sich explizit auf Talmud und Sohar, denn „...wisse, dass dein Gesichtskreis beschränkt ist, um die Vergangenheit, die Gegenwart und die Zukunft um überschauen, und die Ursache und die Bedeutung deines Leidens zu erfassen. Wenn man alles sieht wie Gott, der alles in einem Blick umfaßt, dann sieht man, dass es gut ist, sogar sehr gut:  >>selbst das Leiden und selbst der Tod<<  sind in diesem  >>sehr gut´<<  enthalten“ (JE S. 31).

## Publikationen
- Die Kabbala. Franke Verlag, Bern 1966
- Die Weisheit der Kabbala. Francke Verlag, Bern und Stuttgart 1988, ISBN 978-3-317-01643-8
- „Den Flammen entrissen“. Die Jüdische Gemeinde in Rumänien 1939–1947. Erinnerungen. A. Francke Verlag, Tübingen 1995, ISBN 3-7720-2148-4.
- Israel in Zeit und Raum. Grundmotive des jüdischen Seins. A. Francke Verlag, Tüngen 1984
- Jüdische Ethik und Modernität. A. Franke Verlag, Basel und Tübingen 2000